# دنفيرملين
دنفيرملين دنفيرملين هي مدينة اسكتلندية تقع في وسط إسكتلندا
عدد سكانها 50380 نسمة حسب اخر احصاء سكاني وتبلغ مساحتها 18,3 كيلو متر مربع تبعد عن لندن مسافة 553 كيلو متر
مقر الملوك الإسكتلندي منذ القرن 11 بها دير يحتوي على مقبرة روبرت الأول من اسكتلندا و ولد فيها أهم ملوك إنجلترا مثل جيمس الأول ملك إنجلترا وتشارلز الأول ملك إنجلترا وديفيد الثاني ملك اسكتلندا وآن من الدنمارك ومن مشاهيرها الشاعر روبرت هنريسون و الجنرال جون فوربس و الممثلة مويرا شيرر
أهم صناعاتها النسيج وصهر المعادن واستخراج الفحم والزراعة .

## توأمة
لدنفيرملين اتفاقيات توأمة مع كل من:
- تروندهايم
- فيلهلمسهافن (1979 - )
- فيشي

## أعلام
- لاين بانكس
- أندرو كارنيغي
- والتر كيلي
- بيلي باكستر
- تومي مكدونالد